# 산지우족
산지우족(중국어 정체자: 山由族, 병음: Shān yóu zú, 베트남어: Người Sán Dìu / 𠊛振遙)은 베트남 북부에 거주하는 민족이며 광동어와 베트남어를 사용한다. 현재 베트남 정부는 산지우족을 독립적인 집단으로 분류하고 있지만, 이들은 원래 베트남에 있는 중국인들의 일부이다.
그들은 약 1600년경 중국의 광둥성에서 이주한 것으로 추정된다. 2000년 기준 산지우족의 추정 인구는 117,500명이었으며, 2009년 추정치는 146,821명이었다. 주요 종교는 대승 불교와 도교의 다른 무속인이 있어 가마의 신 등을 모시고 애니미즘을 신봉하고 있지만, 꽝닌 성을 중심으로 가톨릭 신자와 개신교 신자도 있다.

## 같이 보기
- 베트남의 민족
- 호아족